# Escanaba
Escanaba é uma cidade localizada no estado americano de Michigan, no Condado de Delta.

## Demografia
Segundo o censo americano de 2000, a sua população era de 13.140 habitantes.
Em 2006, foi estimada uma população de 12.575, um decréscimo de 565 (-4.3%).

## Geografia
De acordo com o United States Census Bureau tem uma área de
42,8 km², dos quais 32,8 km² cobertos por terra e 10,0 km² cobertos por água. Escanaba localiza-se a aproximadamente 185 m acima do nível do mar.

## Localidades na vizinhança
O diagrama seguinte representa as localidades num raio de 44 km ao redor de Escanaba.